# Golde Flami
Golde Flami (10 tháng 2 năm 1918 – 20 tháng 7 năm 2007) là một nữ diễn viên điện ảnh, truyền hình, sân khấu người Argentina.

## Cuộc đời
Flami được sinh ra vào năm 1918 trong một gia đình Do Thái ở Ukraine, với tên khai sinh là Golda Flon. Gia đình cô di cư đến Argentina khi cô năm tuổi. Cha mẹ cô làm thợ đóng giày và thợ may.

## Sự nghiệp
Cô bắt đầu sự nghiệp diễn xuất của mình tại nhà hát Yiddish ở Villa Crespo, nằm ở một khu phố người Do Thái ở Buenos Aires. Sự nghiệp sân khấu của cô bắt đầu khi cô 14 tuổi và bộ phim đầu tay của cô bắt đầu vào năm 24 tuổi với một vai diễn trong bộ phim En el viejo.
Flami đã đạt đến đỉnh cao sự nghiệp của mình trong những năm 1940 và 1950. Vai diễn của cô trong một bộ phim truyền hình Los dos năm 1942 được đạo diễn bởi Luis Bayón Herrera được đón nhận mạnh mẽ. Cô tiếp tục tham gia hoặc xuất hiện trong gần 40 bộ phim và hơn 100 tác phẩm sân khấu, bao gồm Witches of Salem, và gần 40 chương trình truyền hình. Các phim mà cô tham gia bao gồm Se llamaba Carlos Gardel, La Mary, Los gauchos judios and Deshonra.
Cô tiếp tục sự nghiệp vào những năm 1980 khi xuất hiện trong một số bộ phim, bao gồm Fernando Ayala's Pasajeros de una pesadilla, Hector Olivera's Two to Tango and Anibal DiSalvo's Atrapadas.

## Qua đời
Flami qua đời ở tuổi 89 tại Buenos Aires, Argentina vào ngày 20 tháng 7 năm 2007.

## Phim chọn lọc
- A Woman of No Importance (1945)